# جواو فرنسيسكو دي كاسترو
جواو فرنسيسكو دي كاسترو (بالبرتغالية: João Francisco de Castro‏) هو مجدف برازيلي، (ولد في ريو دي جانيرو في البرازيل 1911  م).

## وصلات خارجية
- جواو فرنسيسكو دي كاسترو على موقع الاتحاد الدولي للتجديف (الإنجليزية)
- جواو فرنسيسكو دي كاسترو على موقع اللجنة الأولمبية الدولية (الإنجليزية)
- جواو فرنسيسكو دي كاسترو على موقع أوليمبيديا (الإنجليزية)